# Теперішнє. Нація. Пам'ять
Теперішнє. Нація. Пам'ять (фр. «Présent, nation, mémoire») — книга  французького дослідника П'єра Нора, автора концептів: «Місце пам'яті», «еґо-історії», «національний роман». 
Праця складається із тридцяти теоретичний структурованих статей, що охоплюють міркування за останні сорок років навколо трьох стрижневих понять, з якими історик весь час має справу: непрості зв'язки теперішнього та минулого, нації та ідентичності, історії та пам'яті.
Книжку було опубліковано у 2014 році у Києві у видавництві «Кліо». Переклад українською здійснив Рєпа Андрій.

## Назва
Для автора назва означає три центри історичної свідомості. Наприклад пам'ять і нація це категорія сакрального, а теперішнє — це матеріал для їхнього творення. Науковець зазначає проте, що історія теперішнього може писатися лише в теперішньому. Саме воно має здатність аналізувати, реконструювати історію та надавати їй сенсу.

## Зміст
У цій книжці автор впорядковує найголовніші тези семитомного проєкту «Місця пам'яті» (1984—1992), до праці над яким було залучено сотню істориків під керівництвом П'єра Нора. Зокрема дослідник використовує історію США та Франції як приклад становлення нації. Наскрізною ниткою усього тексту є концепція місць пам'яті. Вона народжена на французькому ґрунті, але може застосовуватись до інших національностей.
Дослідник наголошує, що «місця пам'яті» не є чимось сталим, навпаки, це процес конструювання моделі репрезентації. Це впровадження минулого в теперішньому, конструювання зав'язків між історією та пам'яттю. «Місце пам'яті» поняття абстрактне, і суто символічне, воно не обмежується певними монументами чи подіями.
Також П'єр Нора вводить поняття «інша історія», без якої існування місць пам'яті неможливе. Вона менше цікавиться самими подіями, а більше їхнім конструюванням у часі, менше минулим, яким воно було, а більше його використанням, впливом на теперішнє. Менше звертає увагу на  традиції і більше на спосіб, у який вони утверджувались і передавались. Історія, яка цікавиться пам'яттю не як пригадуванням, а як загальною динамікою в теперішньому. Підсумовує автор твердженням, що істини не існує, а є лише об'єкти, які творять дослідники.